# Bernadette Devlin McAliskey

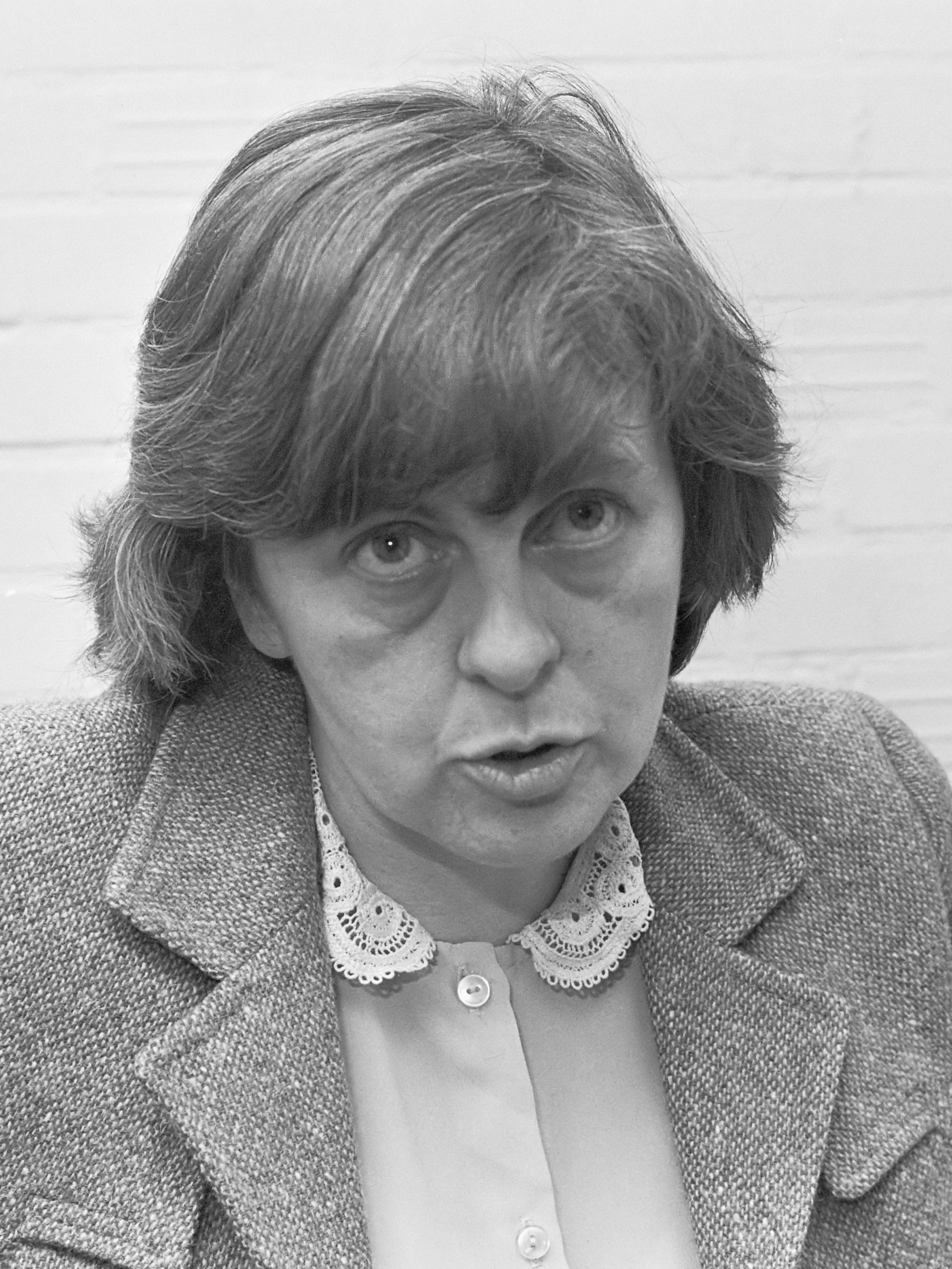
Bernadette Devlin (1986)

Josephine Bernadette McAliskey,  geb. Devlin (* 23. April 1947 in Cookstown, Nordirland) ist eine nordirische politische Aktivistin und Politikerin. Sie engagierte sich ab 1968 im Nordirlandkonflikt auf irisch-republikanischer und sozialistischer Seite und war 1969–1974 Parlamentsabgeordnete, wobei sie ab 1970 als unabhängige Sozialistin auftrat.

## Leben
Bernadette Devlin ist katholisch-irischer Herkunft. Ihr Vater stand als Sohn eines Straßenreinigers auf der untersten sozialen Stufe und verstarb früh. Die Mutter erzog ihre sechs Kinder durch viel Mitsprache und Verantwortung zur Versorgung der Familie. Sie besuchte eine republikanisch-katholische Schule in Dungannon und studierte Psychologie an der Queen’s University Belfast. 1968 schloss sie sich einer studentischen Bürgerrechtsbewegung an und wurde daraufhin vom Studium ausgeschlossen. 1969 gewann sie als Kandidatin des Wahlbündnisses Unity eine Nachwahl zum britischen Unterhaus und wurde mit 21 Jahren die jüngste Parlamentsabgeordnete der britischen Geschichte bis 2015. 1970 verteidigte sie ihren Wahlkreis bei den regulären Wahlen und trat danach im Parlament als unabhängige Sozialistin auf. 1974 verlor sie den Wahlkreis. 1969 war sie in die Schlacht von Bogside in Derry verwickelt. Sie galt als Jeanne d’Arc Irlands. Bei der Europawahl 1979 kandidierte sie und gewann 5,9 % der Stimmen in Nordirland, obwohl Sinn Féin zum Wahlboykott aufgerufen hatte. 1981/82 unterstützte sie den Irischen Hungerstreik.
Am 16. Januar 1981 drangen Terroristen der sogenannten Ulster Freedom Fighters in ihr Haus ein und schossen sie und ihren Mann vor den Augen ihrer Kinder mit zahlreichen Schüssen nieder. Beide wurden lebensgefährlich verletzt, überlebten aber den Mordanschlag.

## Veröffentlichungen (Auswahl)
- Irland, Religionskrieg oder Klassenkampf? Rowohlt, Reinbek bei Hamburg 1969.
- On the Irish Freedom Struggle. Pathfinder Press, New York 1983.
- zusammen mit Desmond Wilson und Mary Nelis: The Church and Republicanism in British Occupied Ireland. Guth an Phobail, New York 1985.